# Юр'ївська волость (Новомосковський повіт)
Юр'ївська волость — адміністративно-територіальна одиниця Новомосковського повіту Катеринославської губернії.
Станом на 1886 рік у складі було 19 поселень, 19 громад. Населення 2463 осіб (1239 чоловічої статі і 1224 — жіночої), 335 дворових господарств. 
|                     | Площа, десятин | У тому числі орної, десятин |
| ------------------- | -------------- | --------------------------- |
| Сільських громад    | 1522           | 1341                        |
| Приватної власності | 19693          | 9642                        |
| Іншої власності     | 48             | 33                          |
| Загалом             | 21263          | 11016                       |

Найбільші поселення волості:
- Юр'ївка — село, над річкою Журавка, 107 осіб.
- Іванівка (Миргородщина) — слобода, при озері Вербове, 187 осіб, православна церква
 (1911 р. — Бабайківська волость)
- Пилипівка — село, при річці Прядівка, 114 осіб
 (1911 — Новопідкряжанська волость)
- Яризівка — село при річці Оріль, 168 осіб
 (1911 — Бабайківська волость)

Станом на 1911 рік Преображенська волость.
Поселення (1911):
- Преображенка та х-ри

- Підкряжні
- Надхівський
- Озорянський

- Пантелеймонівка (Мандриківка)
- Семенівка
- Журавка (Кирилівка)
- Юр'ївка

- Павлівка 1

Станом на 1923 р. Преображенська та Юр'ївська волості.